# Xilófago
Um xilófago é um inseto que se alimenta de madeira. Os cupins, as vespas e algumas espécies de besouro (como as que pertencem às famílias dos gorgulhos e dos carunchos) são exemplos de animais xilófagos.